# 離婚贍養費
離婚贍養費或称配偶赡养费、贍養費，為法律中定義，在配偶離婚或分居後，提供給分居者的必需生活费用。
西方国家法律体系一般支持离婚赡养费，而在非西方国家中则不一定。過往传统上，西方国家的离婚贍養費是由男方支付給其前妻，或由女方支付給其子女抚养费。可能会对家庭主妇（家庭主夫）有所倾斜。許多國家法律要求贍養費要讓較弱勢的一方能獲得與較有優勢的一方相同的生活水準，而私生子女的母親可能也有相同權利，這代表著再婚及擁有私生子女對富裕一方來說負擔也很高，富裕一方的婚姻次數及私生子女數目也會受到贍養費的限制。
在支持离婚赡养费的法律体系中，除一次支付性的离婚赡养费外，按时间多次支付的赡养费可分为两种，一是永久性赡养费，二是临时性赡养费。永久性赡养费直到对方逝世、再婚结束。

## 各國法律規定

### 美国
美国的婚姻法通常由各州制定。很多州婚姻法规定夫妻双方中一方当事人依靠另一方生活时，可要求对方支付赡养费。特别是家庭主妇（家庭主夫）。婚姻持续时间和各州法律规定，是决定各州离婚赡养费数额的主要因素。

### 中華民國（台灣）
《中華民國民法》第一〇五七條规定：
夫妻無過失之一方，因判決離婚而陷於生活困難者，他方縱無過失，亦應給與相當之贍養費。
因此，要件上來說，1.僅限於因判決離婚者，2.且須為無過失且3.必須因離婚而陷於生活困難的一方，才可依該條規定請求對方支付贍養費，所謂「無過失」，指對於離婚原因事實的發生，不能因其所致。故也不問請求贍養費的人，是否請求離婚的一方，抑被請求離婚的一方。由於離婚的原因如不治之惡疾、重大不治之精神病、生死不明逾三年等為目的主義，與當事人之有無過失未必有關，故即使該離婚原因在於請求的一方，但仍可當作無過失。而陷於生活困難，不管其原因是健康情況，或是年齡老小、工作技能不足等原因，只要因此而不能自給生活，即可請求贍養費，但若為離婚後，始有情事發生而致無法生活自給，則無法請求贍養費。
因為法律明文規定為因判決而離婚，所以在兩願離婚上，若當事人未在離婚時明文訂有協議給付贍養費，則不可依本條規定而請求他方支付。
至於給付的標準，法律並無明文規定，法院認依贍養者的經濟能力及請求贍養人的需要狀況，綜合權衡加以認定。

### 中華人民共和國

#### 中国大陆
在中華人民共和國法律中，贍養費是指子女在经济上为父母提供必需的生活费用，即承担一定的经济责任，提供必要的经济帮助，给予物质上的费用帮助。

常有将用于夫妻之间扶养费同贍養費混淆的情形。《中华人民共和国婚姻法》规定：
夫妻有互相扶养的义务。

一方不履行扶养义务时，需要扶养的一方，有要求对方付给扶养费的权利。
2020年5月28日，中國第十三屆全國人民代表大會第三次會議表決通過《中華人民共和國民法典》，2021年1月1日起生效。於該法中在第1090條規定：離婚時，如果一方生活困難，有負擔能力的另一方應當給予適當幫助。具體辦法由雙方協議；協議不成的，由人民法院判決。

#### 香港
香港有關贍養費的規定是在香港法例第16章《分居及贍養令條例》第192章《婚姻法律程序與財產條例》所規定，也有採夫妻協議方式訂定贍養費。
根據香港律師聲稱，在離婚案件中，索取贍養費的一方可根據《婚姻法律程序與財產條例》為自己和子女申請贍養費。贍養費的目的是確保婚姻雙方，不會因為離婚而影響正常的生活條件，使索取贍養費的一方或其子女得到財政上的需要及生活上的保障。法律上沒有規定索取贍養費的一方必定是女方，男方亦可向女方索取贍養費的。簡單來說，應該是賺錢能力較低的一方可向賺錢能力較高的一方索取贍養費。 如贍養費支付人沒有合理辯解下而不支付贍養費時，贍養費受款人可向法院提出申請， 扣押支付人的入息， 以支付已拖欠及將來須繳付的贍養費。法庭在決定婚姻的那一方應支付贍養費、與及贍養費的類型和數額時，會考慮多種因素。

### 伊斯兰国家
伊斯兰国家通常遵循伊斯蘭婚姻法學。

## 备注
1. ↑  參照最高法院19年上字第36號判例、司法院院字第744號解釋：陷於生活困難為贍養之所由生，其給與是否相當，當視贍養者之經濟能力及被贍養者需要狀況權衡認定，至贍養以何時為準，須於請求贍養時斟酌雙方現狀定之。